# Cayratia ibuensis
Cayratia ibuensis là một loài thực vật hai lá mầm trong họ Nho. Loài này được (Hook.f.) Suess. miêu tả khoa học đầu tiên năm 1953.